# Ca l'Illa (Capellades)
Ca l'Illa és una obra eclèctica de Capellades (Anoia) inclosa a l'Inventari del Patrimoni Arquitectònic de Catalunya.

## Descripció
Casa de planta irregular que s'adapta a la cantonada que formen el carrer del Call i el c/Major. Destaca la presència de moltes obertures (balcons al primer pis, i finestres i galeria a la part superior). Sembla que la galeria, així com d'altres sectors de la façana, ha estat reformada i només dues de les obertures que la integren presenten balustrada.
Just a la cantonada de la façana hi ha una capelleta dedicada a l'Assumpta d'obra buidada perfilada amb motllures i amb teulada de tres vessants.

## Història
Només tenim notícies històriques de la capelleta que fou encarregada els anys 40-50 a Joan Escala.
La casa, però sembla del segle xix i reformada al nostre segle.